# (32056) Abrarnadroo
2000 JM41 (asteroide 32056) é um asteroide da cintura principal. Possui uma excentricidade de 0.06986960 e uma inclinação de 5.39536º.
Este asteroide foi descoberto no dia 7 de maio de 2000 por LINEAR em Socorro.